# Языково (Тульская область)
Языково — село в Каменском районе Тульской области России. 
В рамках административно-территориального устройства является центром Языковского сельского округа Каменского района, в рамках организации местного самоуправления включается в Архангельское сельское поселение.

## География
Расположено на относительно равнинной местности, примерно посередине водораздела рек Зуши (в 12 км) и Каменки (в 10 км), в 10 км от районного центра — села Архангельского.

## Название
Название получено по фамилии владельца поселения Языкова. Село имело и другое название — Никольское — по храму. В приходах и церквях Тульской епархии, для отличия от других (с таким же названием) никольских приходов, село названо как Никольское, на Озерках (оно же Языково) — по расположению здесь небольших прудов (озерцов).

## История
Ранее село входило в состав Чернского уезда.
В письменных источниках — сказках Крутицкой епархии, Языково как село упоминается за 1688 год, там же упомянут и помещик Феодор Павлович Языков, фамилия которого прижилась в названии селения. Известно, что до постройки в 1829 году каменного храма, в селе существовали как минимум две деревянные церкви. Каменная, во имя святого Николая Чудотворца, построена на средства действительного статского советника Николая Антоновича Хлюстина. Освящён храм был лишь в 1838 году после устройства главного предалтарного иконостаса помещиком штабс-капитаном Димитрием Стефановичем Селезневым. В 1852 году был построен придельный алтарь во имя преподобного Сергия Радонежского на средства помещики Стефана Стефановича Селезнева. В церковный приход в разное время входили само село и деревни: Моховое, Барково, Толстое-Дуброво (Дуброво), Верхний Овраг (Верхний Овраг-Козелка), Воронцовка, Сухотинка, Павловка (Покровка-Павловка), Раевка, Грязное на Зушице (Грязное-Ероптинка), Муровский Хутор, Свистовка, Товарищеский проселок. В 1836 году был построен сахарный завод, принадлежавший как и само село, помещикам Селезнёвым. В 1859 году в селе насчитывалось 61 крестьянский двор, в 1915 году — 136. В 1883 году была открыта земская школа. После революции в годы НЭПа в селе работали шерстобитка, кузница, маслобойня, 2 крупорушки, мельница, имелась школа 1-й ступени, изба-читальня, в мае-месяце два дня работала ярмарка.
С 2006 до 2013 гг. входило в Кадновское сельское поселение. 

## Население
| Годы      | 1857 | 1859 | 1915 | 2010 |
| --------- | ---- | ---- | ---- | ---- |
| Население | 717* | 750  | 996  | ↘468 |

* 121 человек военного ведомства, 596 — крепостных помещичьих.